# Јагодићи од Крњаче
Јагодићи од Крњаче (мађ. Jagodics de Kernecs) били су српска племићка породица.

## Порекло
Професор Јован Ердељановић у књизи „Срби у Банату“ пишући о панчевачким породицама забележио је о Јагодићима следеће: „Јагодићи, спахије, имали су огроман спахилук у „К(е)рњачи из Вршца"; Јагодића је било петоро браће - један је био абаџија у Панчеву, а један најпре сапунџија, па после трговац, као и остала три; сви су дошли у Панчево из неког банатског села (можда из Канака?), па су од њих настали панчевачки Јагодићи (Јован Јагодић у Канаку, спахија, од ових је панчевачких); Јагодићи су били најпре абаџије и стара панчевачка фамилија, а Јовановићи су били алваџије, опет стари Панчевци, па су се обе обогатиле и постале спахијске (купиле племство): Јагодићи су имали Крњачу, а Јовановићи Погањеш код Темишвара."

## Племство
Спасоје Јагодић, панчевачки трговац, добио је племићку повељу са предикатом „Kernecsai“ 17. септембра 1824. г. племство је проглашено у Крашовској жупанији 16. јуна 1825. г. Предикат „од Крњаче“ изведен је од имања које су Јагодићи купили још 1819. г., а које се налази у Караш-северинској жупанији (данас у Румунији).

## Породица
Петар Јагодић био је син Спасоја Јагодића. Рођен је 1800. г. у Панчеву. Основну школу завршио је у Панчеву. У Пожуну нашао се као студент 1819–1820. г. на првој години филозофије. Завршио је студије права и положио адвокатску заклетву 1826. г. Године 1829. помиње се као асесор и председник Крашовске жупаније. Учествовао је на Народно-црквеном сабору 1842. у Сремским Карловцима када је за митрополита изабран Јосиф Рајачић. Био је члан Матице српске, бавио се и књижевношћу. На имању код Конака подигао је 1835. г. спахијски дворац. Петар Јагодић умро је након 1886. г. Имао је сина, Богумила Јагодића, којем је издата потврда племства 1897. г.
Павле Јагодић, син Спасоја Јагодића, био је царски саветник и посланик. Рођен је 1813. г. у Панчеву, умро је 22. јануара 1895. г. на добру Крњача. Павле Јагодић је са супругом Регином Лазаревић имао кћер Марију (*23. августа 1843. Крњача, †20. фебруара 1918. Беч). Марија Јагодић удала се 18. октобра 1871. у Бечу за Марију Непомука Карла Фердинанда (*Neuhübl 14. август 1819, †Sedlnitz, Mähren 27. март 1897), грофа "Vetter von der Lilie". У овом браку рођена је кћи Меланија Адријена Софија (*22. октобра 1872. Плзењ, †11. маја 1930. Беч). Меланија је склопила брак 21. априла 1906. у Бечу са Фридрихом Едвардом, грофом Елцом (†1930. Беч).
Константин Јагодић, адвокат и трговац, помиње се у Панчеву у периоду 1837–1868. г.
Последњи члан породице у Панчеву била је Јованка пл. Јагодић, која је умрла 1962. г.

## Поседи
Јагодићи су имали поседе код места Конак, у Банату, као и у Крњачи (у данашњој Румунији). На имању код Конака, Петар Јагодић подигао је 1835. г. каштел, који ће остати у власништву његових потомака све до Другог светског рата. Подигнут је у духу пољских двораца са великим парковима. Парк испред дворца био је уређен у француском стилу, док је парк у дубини имања био уређен у енглеском стилу и прелазио је у шуму Копривића. Породица Јагодић имала је своје поседе и у Панчеву и везана је за историју овог града. На панчевачком православном гробљу, може се видети њихова породична гробница.

## Портрети
Константин Данил, сликар, урадио је десетак портрета чланова породице Јагодић. Портрети су се чували на добрима Јагодића, у каштелу код Конака, као и на добру Крњача. Ови портрети, рађени техником уља на платну, могу се видети у Галерији Матице српске у Новом Саду.

## Галерија
- Спасоје Јагодић од Крњаче
- Јован Јагодић од Крњаче
- Роксанда Јагодић од Крњаче
- Петар Јагодић од Крњаче
- Еуфемија пл. Кезан рођена Јагодић
- Рахила Теодори од Пештере, рођена Јагодић
- Еуфемија Веца Јагодић, рођена Милић Лукић
- Млади Павле Јагодић од Крњаче

## Занимљивости
Милош Црњански у једном свом напису из Војводине 1923. помиње Јоцу Јагодића, коме су након аграрне реформе "одузели земљу и главу су му разбили" и "стоку... отерали". Мали дворац је био запуштен; Јагодић је био аматерски археолог, па је имао "два велика ормана, препуна неолитских ископина".
У својој књизи Као и сва равница, Ненад Чанак прву причу посвећује Јагодићима. На самом почетку приче је и фотографија на којој су Јован Јагодић и његов брат у лову. На основу ове приче Ђорђе Милосављевић написао је сценарио за ТВ серију Сва та равница.